# Wallestein il mostro
Wallestein il mostro è una serie a fumetti per adulti di genere horror ideata da Renzo Barbieri e pubblicata in Italia negli anni settanta dalla Edifumetto; rispetto a serie coeve dello stesso genere che erano incentrate su personaggi femminili, presentava un eroe maschile come protagonista.

## Trama
Jimmy Wallestein viene ucciso dalla sorella e dalla cognata per impossessarsi del suo danaro. Si scopre, in realtà, che quest'ultimo non è morto ma risorto grazie a una malformazione anomala che gli dà un potere unico e una forza sovraumana; ma anche un aspetto mostruoso, spaventoso e ripugnante. Per evitare, però, di essere scoperto e isolato dalla società, decide di mantenere segreta la sua identità, usando una maschera. Gli unici a sapere di questo arcano sono Olympia, una signora anziana che lo accudisce quasi come un figlio, e l'amante Jessica, l'unica a non inorridire del suo vero aspetto.

## Storia editoriale
I disegnatori principali sono stati: Mario Cubbino, Giovanni Romanini e Domenico Di Vitto. Le copertine furono firmate da Alessandro Biffignandi e Carlo Jacono. È stato riedito un volume da collezione nel 2019 scritto da Davide Barzi e disegnato da William Bondi.